# Bonos de carbono
Los bonos de carbono (también llamados créditos de carbono) son un mecanismo de comercio de carbono que permite a las entidades compensar las emisiones de gases de efecto invernadero invirtiendo en proyectos que reducen, evitan o eliminan emisiones en otros lugares; es uno de los tres mecanismos propuestos en el Protocolo de Kioto para la reducción de emisiones causantes del calentamiento global y efecto invernadero (GEI o gases de efecto invernadero). Cuando una entidad invierte en un programa de compensación de carbono, recibe un crédito de carbono o crédito compensatorio, que representa los beneficios climáticos netos que una entidad proporciona a otra. Después de la certificación por parte de un gobierno o una entidad certificadora independiente, los créditos pueden ser comercializados entre entidades. Un crédito de carbono representa la reducción, evitación o eliminación de una tonelada métrica de dióxido de carbono o su equivalente en dióxido de carbono (CO2e).
Una variedad de proyectos de reducción de gases de efecto invernadero puede calificar para obtener compensaciones y créditos, dependiendo del esquema. Algunos ejemplos incluyen proyectos forestales que evitan la tala y plantan árboles jóvenes, proyectos de energía renovable como parques eólicos, energía de biomasa, digestores de biogás, represas hidroeléctricas, así como proyectos de eficiencia energética. Otros proyectos incluyen iniciativas de eliminación de dióxido de carbono, proyectos de captura y almacenamiento de carbono, y la eliminación de emisiones de metano en diversos entornos, como vertederos. Muchos proyectos que otorgan créditos por el secuestro de carbono han recibido críticas por ser un caso de greenwashing, ya que han sobreestimado su capacidad para secuestrar carbono, y algunos incluso han demostrado aumentar las emisiones generales.
Los programas de compensación y créditos de carbono brindan un mecanismo para que los países cumplan con sus compromisos de Contribuciones Determinadas a Nivel Nacional (NDC) para alcanzar los objetivos del Acuerdo de París. El Artículo 6 del Acuerdo de París incluye tres mecanismos de "cooperación voluntaria" entre países para alcanzar los objetivos climáticos, incluidos los mercados de carbono. El Artículo 6.2 permitió a los países intercambiar directamente créditos de carbono y unidades de energía renovable entre sí. El Artículo 6.4 estableció un nuevo mercado internacional de carbono que permite a los países o empresas utilizar los créditos de carbono generados en otros países para ayudar a cumplir sus objetivos climáticos.
Los programas de compensación y crédito de carbono están siendo objeto de un escrutinio cada vez mayor porque sus supuestas reducciones de emisiones pueden estar infladas en comparación con las reducciones realmente logradas. Para ser creíbles, las reducciones de emisiones deben cumplir tres criterios: deben durar indefinidamente, ser adicionales a las reducciones de emisiones que iban a ocurrir de todos modos, y deben ser medidas, monitoreadas y verificadas por terceros independientes para garantizar que la cantidad de reducción prometida se haya alcanzado de hecho.

## Descripción general
Una compensación de carbono o un crédito de carbono es una forma de compensar las emisiones de dióxido de carbono u otros gases de efecto invernadero. Es una reducción, evitación o eliminación de emisiones para compensar las emisiones liberadas en otros lugares. Un crédito de carbono representa una reducción o eliminación de emisiones de una tonelada métrica de dióxido de carbono o la cantidad equivalente de gases de efecto invernadero que contribuyen de igual manera al calentamiento global (CO2e). Los créditos de carbono son una forma de fijar el precio del carbono, junto con los impuestos y subsidios al carbono. Los créditos pueden moverse entre los diversos mercados en los que se comercializan.
Existen varias etiquetas para las reducciones de emisiones de una tonelada, entre ellas "Reducción voluntaria de emisiones" (VER, siglas en inglés para Voluntary Emission Reduction) o "Certificado de reducción de emisiones" (CER, siglas en inglés para Certified Emission Reduction) . La etiqueta depende del programa particular que certifique un proyecto de reducción. En la COP27, los negociadores acordaron definir las compensaciones y los créditos emitidos en virtud del Artículo 6 del Acuerdo de París como "contribuciones de mitigación" para desalentar las declaraciones de neutralidad de carbono por parte de los compradores. Las organizaciones de certificación como Gold Standard también tienen una guía detallada sobre qué términos descriptivos son apropiados para los compradores de compensaciones y créditos.
Las compensaciones de proyectos anteriores deben ser adicionales a lo que habría sucedido sin el proyecto. Para proyectos futuros, la acreditación a futuro es un proceso en el que se emiten créditos por las reducciones de emisiones proyectadas, que pueden ser reclamadas por los compradores incluso antes de que se hayan producido las actividades de reducción. Cuando los titulares de créditos reclaman las reducciones de GEI, deben retirar los créditos de carbono de modo que no puedan transferirse ni usarse. Las compensaciones de carbono se pueden rastrear y reportar dentro de un registro de certificación de compensaciones, que puede contener información del proyecto, como el estado del proyecto, los documentos del proyecto, los créditos generados, la propiedad, la venta y el retiro.
El año en el que un proyecto de reducción de emisiones de carbono —normalmente el año en el que un tercero verifica el proyecto— genera el crédito de compensación de carbono se conoce como año de vintage.

## Historia
En Nueva York, el 9 de mayo de 1992 se adoptó la Convención Marco de las Naciones Unidas sobre el Cambio Climático en la que se reconoce que el problema del cambio climático es real. En la convención se fija como objetivo estabilizar las emisiones de gases de efecto invernadero, en un plazo suficiente para que los ecosistemas se adapten naturalmente al cambio climático, sin que la producción de alimentos mundial se vea amenazada y que el desarrollo económico internacional continúe de manera sostenible.
En esta convención se les pide a los países industrializados que periódicamente se realicen inventarios (mediciones) de las emisiones de gases, para de esta manera poder conocer el alcance real del problema y comprobar que las medidas aplicadas han cumplido con los objetivos. Se toma como punto de referencia las emisiones del año 1990 para así poder comparar y comprobar los resultados. De esta manera, los países que forman parte de la Convención tomarán en cuenta la necesidad de reducir sus emisiones de gases de efecto invernadero (GEI) en sus decisiones respecto a la agricultura, actividades industriales, energía, uso de recursos naturales, entre otras. Actualmente la Convención se considera casi mundial ya que 195 naciones han sido ratificadas.     
El 11 de diciembre de 1997 se adopta el Protocolo de Kioto (Japón), que pone en práctica los tratados de la Convención. Fueron 39 países industrializados y la Unión Europea los que ahí se comprometieron a estabilizar las emisiones de gases de efecto invernadero. A diferencia con la Convención que solamente alentaba a los países a reducir sus emisiones GEI, el Protocolo de Kioto los comprometía a tomar acciones para lograr este objetivo.  
Los países que formaron parte del Protocolo reconocieron que durante los últimos 150 años habían sido los principales responsables de los elevados niveles de emisiones de gases de efecto invernadero, resultado entre otras cosas, de la quema de combustibles fósiles. Para el Protocolo, se debe tratar de manera diferente a los países desarrollados que a los que están en vías de desarrollo. A los primeros se les exige que regulen sus emisiones ya que son los principales contaminadores por sus actividades industriales, mientras que a los segundos solamente se les motiva a hacerlo entendiendo que su posición económica no es la óptima para tomar medidas drásticas.  
El Protocolo ha sido influencia para que los gobiernos hagan leyes y políticas para cumplir con sus compromisos, y a empresas para que consideren el impacto que tienen sus actividades en el medio ambiente. Cabe señalar que sólo las partes o países que hayan aceptado y ratificado el Protocolo se verán obligadas a cumplir con las normas.  Una de las tres propuestas que se incluyeron en el Protocolo para estabilizar las emisiones de GEI fueron los bonos de carbono, presentada en 1993 por la economista argentina Graciela Chichilnisky.  

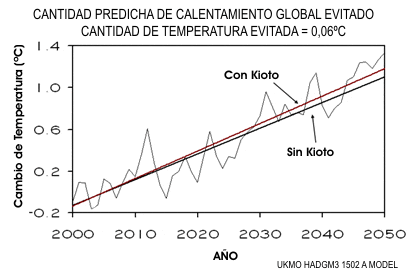

El sistema ofrece incentivos económicos para que empresas privadas contribuyan a la mejora de la calidad ambiental y se consiga regular la emisión generada por sus procesos productivos, considerando el derecho a emitir CO2 como un bien canjeable y con un precio establecido en el mercado. La transacción de los bonos de carbono —un bono de carbono representa el derecho a emitir una tonelada de dióxido de carbono— permite mitigar la generación de gases de efecto invernadero, beneficiando a las empresas que no emiten o disminuyen la emisión y haciendo pagar a las que emiten más de lo permitido.
Las reducciones de emisiones de GEI se miden en toneladas de CO2 equivalente, y se traducen en Certificados de Emisiones Reducidas (CER). Un CER equivale a una tonelada de CO2 que se deja de emitir a la atmósfera, y puede ser vendido en el mercado de carbono a países Anexo I (industrializados, de acuerdo a la nomenclatura del protocolo de Kioto). Los tipos de proyecto que pueden aplicar a una certificación son, por ejemplo, generación de energía renovable, mejoramiento de eficiencia energética de procesos, reforestación, limpieza de lagos y ríos, etc.
En un esfuerzo por reducir las emisiones que provocan el cambio climático en el planeta, como el calentamiento global o efecto invernadero, los principales países industrializados -a excepción de Estados Unidos- han establecido un acuerdo que establece metas cuantificadas de reducción de emisiones de gases de efecto invernadero (GEI) para el 2012: el Protocolo de Kioto. Para cumplir, se están financiando proyectos de captura o abatimiento de estos gases en países en vías de desarrollo, acreditando tales disminuciones y considerándolas como si hubiesen sido hechas en su territorio.
Sin embargo, los críticos del sistema de venta de bonos o permisos de emisión, argumentan que la implementación de estos mecanismos tendientes a reducir las emisiones de CO2 no tendrá el efecto deseado de reducir la concentración de CO2 en la atmósfera, como tampoco de reducir o retardar la subida de la temperatura. Según el estudio de Wigley, 1999, la implantación del Tratado de Kioto cumplido por todos los países del mundo, incluido los Estados Unidos, causará una reducción de 28 partes por millón (ppm) para 2050, o reducirá la temperatura predicha para ese año en 0,06 °C o, si no, retrasará la fecha en que debería cumplirse el aumento dicho en 16 años.
En resumen, los bonos de carbono son créditos que se emiten en el mercado de carbono. Los países desarrollados pueden financiar proyectos de abatimiento o captura de reducción de emisiones en otras naciones (en vías de desarrollo), acreditando dichas disminuciones como si se hubiesen hecho en territorio propio, abaratando sus costos de cumplimiento.
Una empresa que disminuye sus emisiones de CO2, de manera voluntaria, puede vender esta reducción a países desarrollados que están obligados a reducir sus emisiones generando beneficios económicos y ambientales.

## Mercados
Los créditos del mercado de cumplimiento representan la mayor parte del mercado de compensaciones y créditos en la actualidad. El volumen de transacciones en los mercados voluntarios de carbono fue de 300 MtCO2e en 2021. En comparación, el volumen de transacciones en el mercado de cumplimiento de carbono fue de 12 GtCO2e, y las emisiones globales de gases de efecto invernadero en 2019 fueron de 59 GtCO2e.
En la actualidad, varias bolsas comercializan créditos y derechos de emisión de carbono, tanto en el mercado al contado como en el de futuros. Entre ellas, se encuentran la Bolsa Mercantil de Chicago, CTX Global, la Bolsa Europea de Energía, la Bolsa Global de Créditos de Carbono gCCEx, la Intercontinental Exchange, MexiCO2, Nasdaq Commodities Europe y Xpansiv. Muchas empresas participan ahora en programas de reducción, compensación y secuestro de emisiones, que generan créditos que pueden venderse en una bolsa.
A principios de 2022, había 25 sistemas de comercio de emisiones operativos en todo el mundo. Se encuentran en jurisdicciones que representan el 55% del PIB mundial. Estos sistemas cubren el 17% de las emisiones globales. El Sistema de Comercio de Emisiones de la Unión Europea (EU-ETS) es el segundo sistema de comercio más grande del mundo después del esquema nacional de comercio de carbono chino. Cubre más del 40% de las emisiones de GEI europeas. El programa de topes y comercio de California cubre aproximadamente el 85% de las emisiones de GEI de todo el estado.